# Vickers F.B.11
Il Vickers F.B.11 fu un caccia di scorta triposto biplano realizzato dell'azienda britannica Vickers Limited negli anni 1910 e rimasto allo stadio di prototipo.

## Storia del progetto
All'inizio del 1916, il British War Office redasse una specifica per un caccia di scorta multiposto da alimentare con uno dei nuovi motori Rolls-Royce Eagle, destinato a proteggere le formazioni di bombardieri dai caccia tedeschi, con un ruolo aggiuntivo di distruzione dei dirigibili nemici. Sebbene la specifica non richiedesse un'elevata velocità massima, era essenziale che l'aereo disponesse di un buon campo di tiro per le sue armi, mentre per il ruolo secondario anti-dirigibile richiedeva una autonomia di volo di almeno sette ore.
Furono effettuati ordini per la produzione dei prototipi dello Armstrong Whitworth F.K.6, del Sopwith L.R.T.Tr. e del Vickers F.B.11. Tutti e tre i progetti erano guidati dalla necessità di fornire ampi campi di tiro in assenza di un efficace meccanismo di sincronizzazione che avrebbe consentito l'utilizzo sicuro delle armi attraverso il disco dell'elica.

## Descrizione tecnica
IL Vickers F.B.11, progettato da Richard Leonard Howard-Flanders, era un biplano con ali di uguale apertura collegate tra loro da una coppia di montanti per semiala. L'ala superiore era collegata alla fusoliera da due coppie di montanti, ed al centro di essa era posizionata una gondola finemente aerodinamica, che si estendeva in avanti rispetto all'ala, e che ospitava il mitragliere superiore armato con una mitragliatrice Lewis cal. 7,7 mm. La parte anteriore della gondola era sostenuta da una coppia di montanti collegati alla parte anteriore della fusoliera che ospitava il pilota, seduto in linea con il bordo d'uscita dell'ala centrale, e un secondo mitragliere armato con una mitragliatrice Lewis per proteggere la coda dell'aereo.
Il carrello di atterraggio era triciclo anteriore fisso, con pattino di coda. Le porzioni più esterne delle ali inferiori erano rinforzate da pattini di atterraggio aggiuntivi collegati alle sommità dei montanti interplanari.
Il propulsore era un motore in linea Rolls-Royce Eagle a 12 cilindri a V, raffreddati a liquido, erogante la potenza di 250 hp (190 kW) ed azionante un'elica bipala. Il radiatore di raffreddamento del liquido era montato dietro il motore nella fusoliera.

## Impiego operativo
Del Vickers F.B.11 furono ordinati, con Contratto No. 87/A/439, due prototipi (A.4814, A.4815), il primo dei quali volò tra settembre e l'ottobre 1916 e venne testato presso la RNAS Eastchurch nel novembre di quell'anno. La cellula era stata completata verso luglio, ma il primo volo fu posticipato all'autunno a causa della tardiva disponibilità del motore. 
Il prototipo dimostrò di avere uno scarso controllo laterale e prestazioni scadenti e rimase distrutto precipitando al suolo.
Il secondo prototipo non fu completato, e poiché erano ora disponibili efficaci meccanismi di sincronizzazione (incluso il meccanismo Vickers-Challenger della stessa Vickers), nessuno dei caccia di scorta fu ulteriormente sviluppato.